# Museo lapidario estense

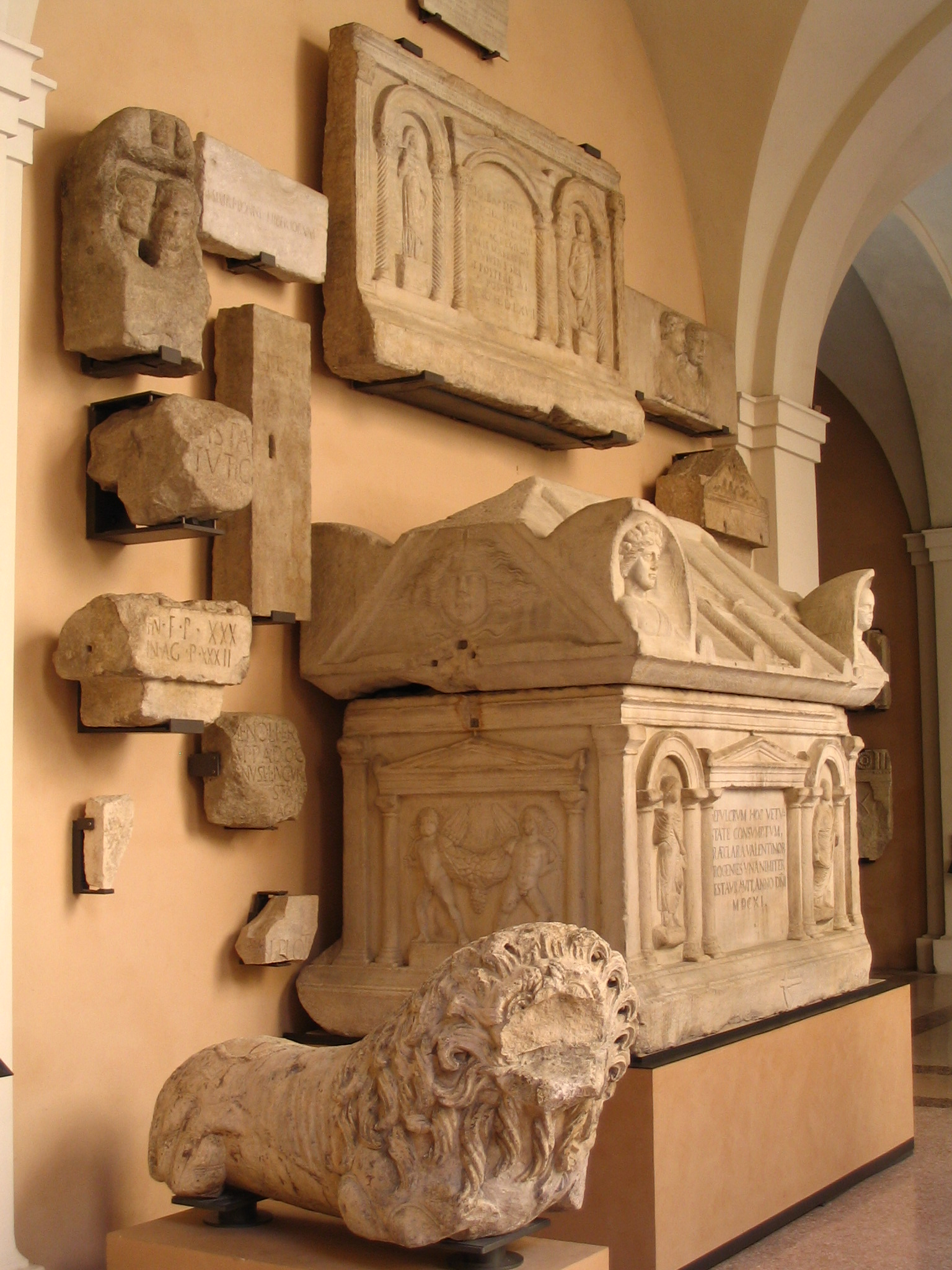
Veduta di sarcofagi, iscrizioni e sculture esposti nel Museo lapidario estense di Modena

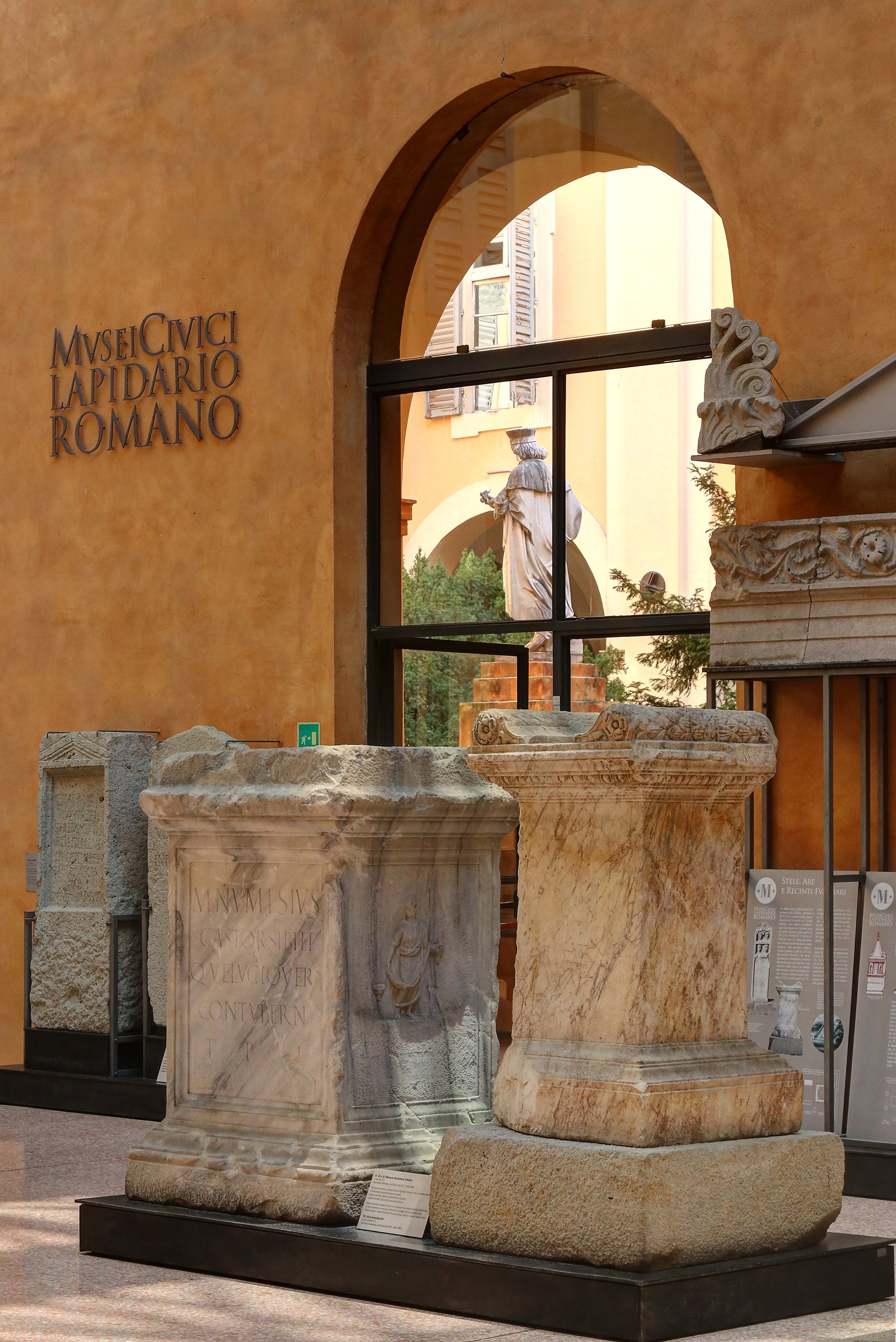
Museo Lapidario Estense, Modena

Il Museo lapidario Estense è un museo di Modena, situato in un quadriportico al piano terra del Palazzo dei musei. Appartiene al sistema museale della provincia di Modena ed è di proprietà statale
Il museo si è originato da un primo nucleo di oggetti in pietra raccolti nella collezione estense (dall'Antichario ferrarese di Alfonso II d'Este e dalla collezione romana del cardinale Rodolfo Pio da Carpi) e si è in seguito arricchito con resti archeologici provenienti dalle province di Modena e di Reggio Emilia. 
Fu istituito come museo nel 1828 da Francesco IV d'Este e il primo catalogo venne redatto nel 1830 da Carlo Malmusi.
La collezione comprende stele, iscrizioni e rilievi, una serie di sarcofagi romani prodotti a Ravenna nel II-III secolo e i monumenti funebri successivi trasferiti dal duomo modenese e da altre chiese cittadine.